# Кушмирка
Кушмирка (рум. Cuşmirca) — село в Шолданештском районе Молдавии. Относится к сёлам, не образующим коммуну.

## История
Село Кушмирка впервые упоминается в 1665 году.

## География
Село расположено примерно в 13 км к северо-востоку от города Шолданешты на высоте 200 метров над уровнем моря. Ближайшие населённые пункты — сёла Кунича и Шестачи.

## Население
По данным переписи населения 2004 года, в селе Кушмирка проживает 2427 человек (1183 мужчины, 1244 женщины).
Этнический состав села:
| Национальность | Число жителей | Процентный состав |
| -------------- | ------------- | ----------------- |
| молдаване      | 2384          | 98,23             |
| румыны         | 32            | 1,32              |
| цыгане         | 7             | 0,29              |
| русские        | 2             | 0,08              |
| украинцы       | 1             | 0,04              |
| прочие         | 1             | 0,04              |
| Всего          | 2427          | 100 %             |